# Francisco Diogo Pereira de Vasconcelos
Francisco Diogo Pereira de Vasconcelos (Ouro Preto, 28 de dezembro de 1812 — Ouro Preto, 3 de março de 1863) foi um magistrado e político brasileiro.

## Biografia
Filho de Diogo Pereira Ribeiro de Vasconcelos, magistrado, historiador e Cavaleiro Professo na Ordem de Cristo, e de D. Maria do Carmo de Sousa Barradas. Neto paterno do coronel Jerônimo Pereira de Vasconcelos e de Ana Jacinta da Natividade Ribeiro. Neto materno de João de Sousa Barradas, Cavaleiro Professo na Ordem de Cristo. Irmão do estadista Bernardo Pereira de Vasconcelos e do Visconde de Ponte da Barca Marechal Jerônimo Pereira de Vasconcelos.
Formado em direito pela Faculdade do Largo de São Francisco, em São Paulo, foi senador do Império do Brasil (de 1858 a 1863) e exerceu os cargos de presidente das províncias de São Paulo, de 29 de abril de 1856 a 22 de janeiro de 1857 e de Minas Gerais, por duas vezes, de 22 de outubro de 1853 a 1856 e de 1862 a 1863, deputado geral, deputado provincial de Minas Gerais, juiz de direito, juiz de órfãos, chefe de polícia de Minas Gerais e da Corte (6 novembro 1850 a 24 abril 1853), Ministro da Justiça (4 maio 1857 a 12 dezembro 1858) no Gabinete Olinda de 1857, comendador da Imperial Ordem da Rosa e sócio do Instituto Histórico e Geográfico Brasileiro.

## Equipe
Quando presidente da província de São Paulo os seis vice-presidentes eram:
- 1º vice-presidente: Antônio Roberto de Almeida
- 2º vice-presidente: Barão do Tietê
- 3º vice-presidente: Hipólito José Soares de Sousa
- 4º vice-presidente: José Manuel da Fonseca
- 5º vice-presidente: Bernardo José Pinto Gavião Peixoto
- 6º vice-presidente: Joaquim Floriano de Toledo